# E. Richard Cohen
Emanuel Richard Cohen (* 14. Dezember 1922 in Philadelphia, Pennsylvania; † 15. August 2012) war ein US-amerikanischer Physiker.
Cohen studierte an der University of Pennsylvania mit dem Bachelor-Abschluss 1943, war dort danach bis 1944 Assistant Instructor und forschte ab 1944 in Akustik und Elektronik am Caltech. Dort erhielt er 1946 seinen Master-Abschluss und wurde 1949 in Physik promoviert. Von 1949 bis 1955 war er Physiker bei der North American Rockwell Corporation und danach wieder am Caltech.
Er war Gründungsvorsitzender der CODATA Task Group on Fundamental Constants und Vorsitzender der IUPAP-Kommission über Fundamentale Konstanten. Er befasste sich mit der Messung fundamentaler physikalischer Konstanten, Theorie der Messung, Molekülspektroskopie und Theorie von Kernreaktoren. 1968 erhielt er den Ernest-Orlando-Lawrence-Preis und 1994 die Sunamco-Medaille der IUPAP. Cohen war Fellow der American Physical Society und der American Association for the Advancement of Science.

## Schriften
- mit Jesse DuMond: The fundamental constants of atomic physics, Handbuch der Physik, Band 35, 1957
- mit Jesse DuMond: Our Knowledge of the Fundamental Constants of Physics and Chemistry in Reviews of Modern Physics, Band 37, 1965, S. 537–594
- Herausgeber mit David Lide, George Trigg: Physicist´s Desk Reference, AIP (American Institute of Physics), 2003